# Petříkovice (Chvaleč)

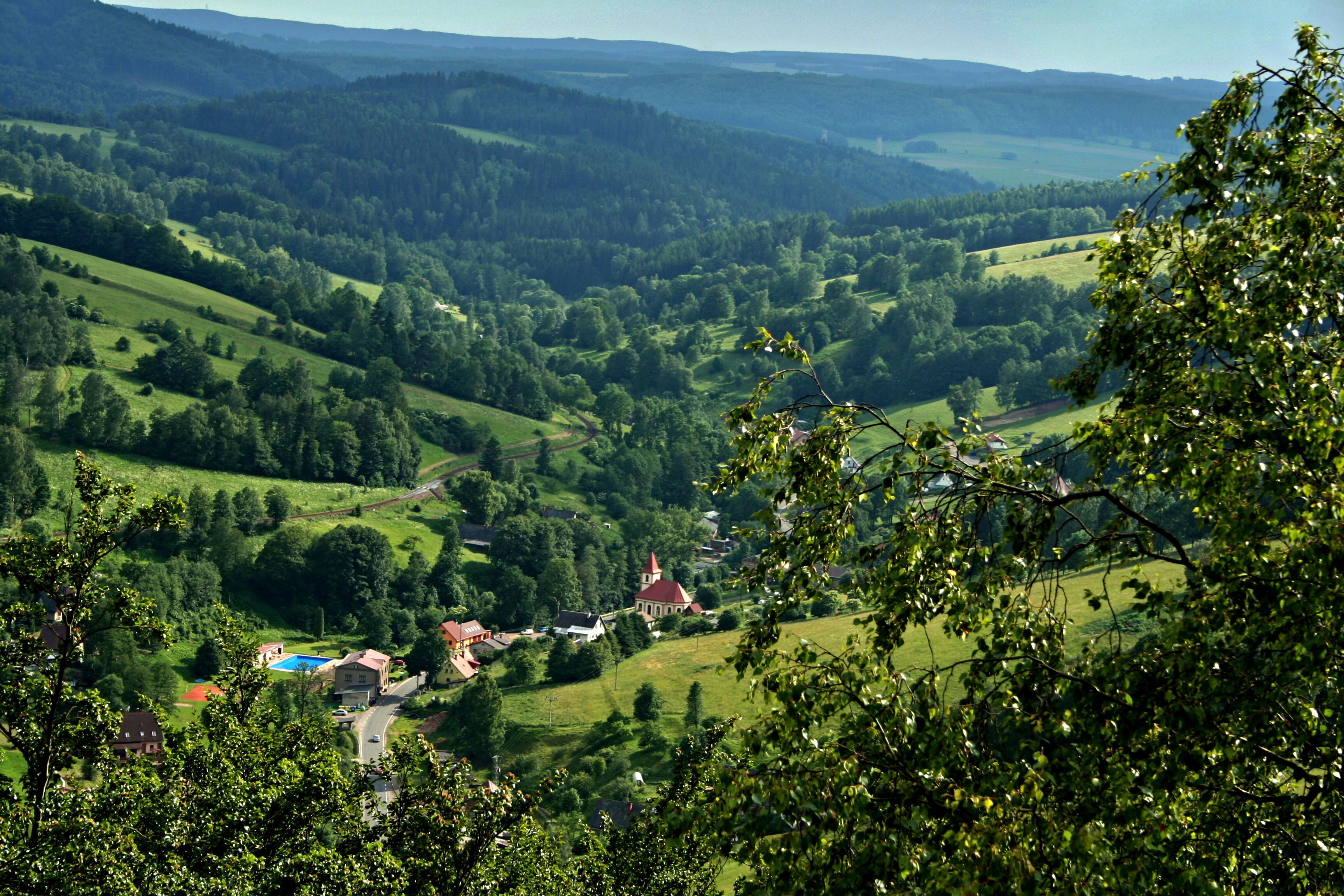
Blick vom Janský vrch auf Petříkovice

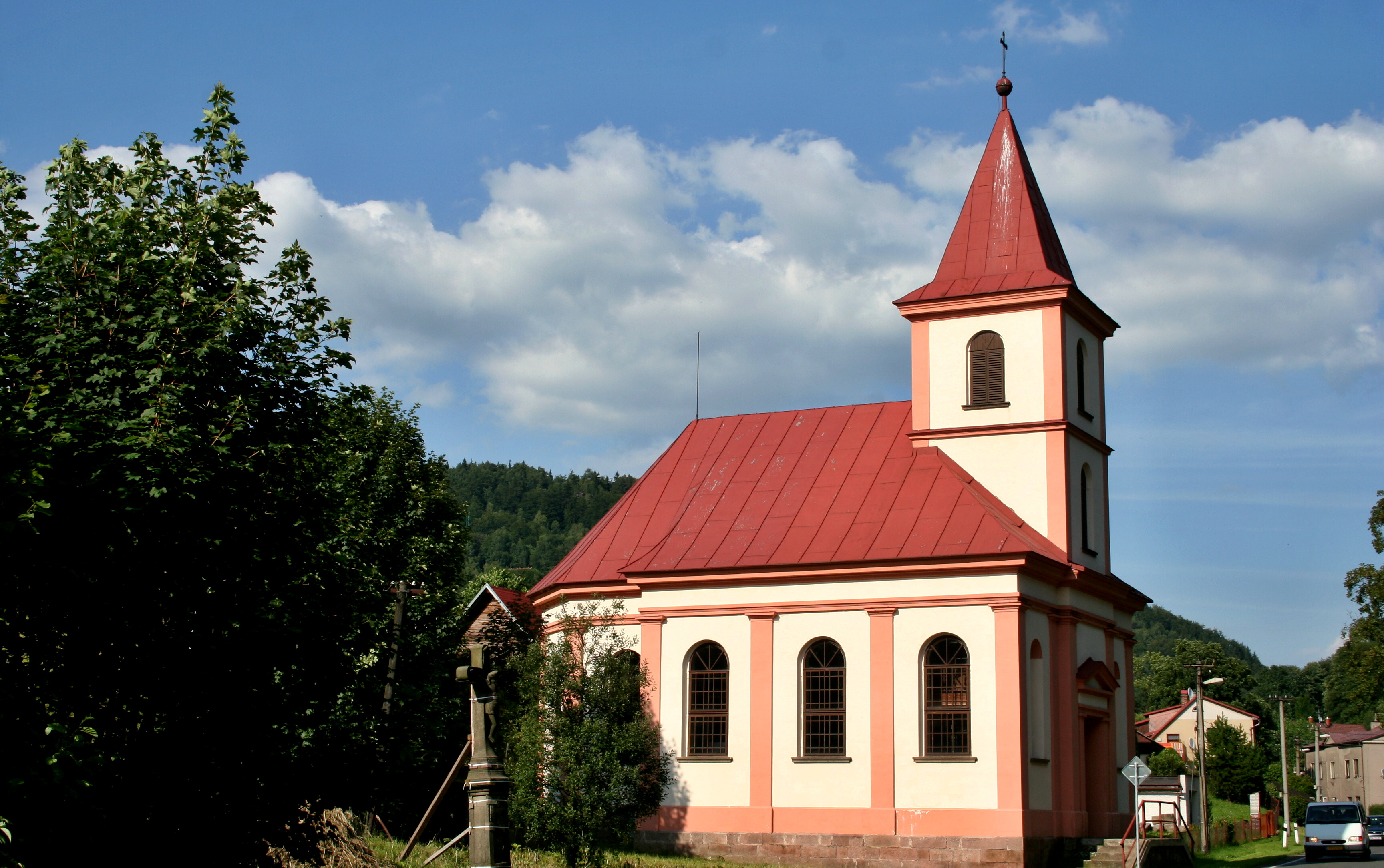
Kapelle der hl. Familie

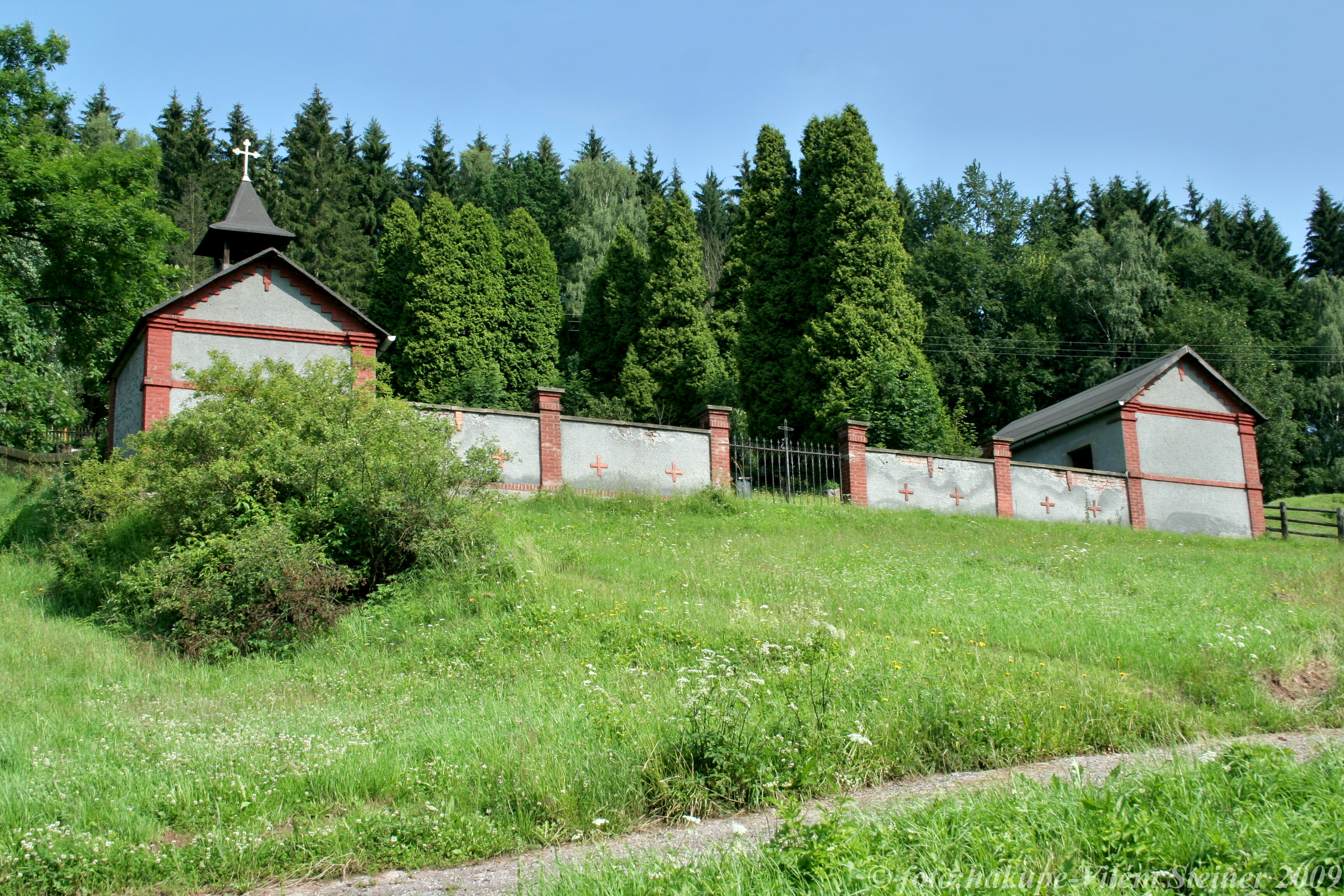
Friedhof

Petříkovice (deutsch Petersdorf) ist ein Ortsteil der Gemeinde Chvaleč in Tschechien. Er liegt sieben Kilometer nordöstlich des Stadtzentrums von Trutnov an der Grenze zu Polen und gehört zum Okres Trutnov.

## Geographie
Petříkovice erstreckt sich am Übergang zwischen dem Habichtsgebirge (Jestřebí hory) und der Albendorfer Heide (Hraniční hřbet) im engen Tal des Petříkovický potok (Petersdorfer Bach), der an der Grenze aus dem Zusammenfluss des Szkło (Albendorfer Bach) und des Chvalečský potok (Qualischer Bach) gebildet wird. Durch den Ort führen die Staatsstraße II/301 zwischen Police nad Metují und Trutnov sowie die Bahnstrecke Trutnov střed–Teplice nad Metují. Nördlich erhebt sich der Janský vrch (Johannesberg, 697 m n.m.), im Nordosten der Węglarz (Ackerberg, 567 m n.p.m.), östlich der Dolní les (Niederwald, 584 m n.m.) sowie im Westen der Nad Záleským (577 m n.m.).
Nachbarorte sind Rybníček und Bečkov im Norden, Okrzeszyn, Krčmov (Feldkretschen) und Horní Adršpach im Nordosten, Chvaleč im Osten, Celestýn und Slavětín im Südosten, Grünwald, Bezděkov und Lhota im Süden, Peklo, Zákoutí, Poříčí und Voletiny im Südwesten, Nové Voletiny und Libeč im Westen sowie Debrné im Nordwesten.

## Geschichte
Die erste schriftliche Erwähnung des Dorfes erfolgte im Jahre 1496. Petersdorf bildete ursprünglich ein landtäfliges Gut und war nach Albendorf im Fürstentum Schweidnitz eingepfarrt. Nach der Schlacht am Weißen Berg wurde das den Herren von Questel gehörige Gut Petersdorf mit den Dörfern Petersdorf, Bösig, Qualisch und Slatin konfisziert und der Herrschaft Adersbach zugeschlagen. Nachdem 1720 in Qualisch eine Pfarrei errichtet worden war, wurde Petersdorf offiziell dorthin umgepfarrt. Die Bewohner von Petersdorf sahen sich jedoch weiterhin der Albendorfer Pfarrei zugehörig; unmittelbar hinter der böhmisch-schlesischen Grenze befand sich in Albendorf der gemeinschaftliche Friedhof mit der Begräbniskirche des hl. Erzengel Michael. Auch nachdem das Fürstentum Schweidnitz zusammen mit dem größten Teil Schlesiens 1742 an Preußen gefallen war, besuchten die Petersdorfer zumeist die Gottesdienste in Albendorf.
Im Jahre 1833 bestand das im Königgrätzer Kreis gelegene Dorf Petersdorf aus 77 Häusern, in denen deutschsprachige 493 Personen lebten. Im Ort gab es eine Filialschule, einen verpachteten Meierhof, drei Mühlen, ein Wirtshaus und ein k.k. Grenzzollamt. Der Gemeindewald umfasste eine Fläche von 69 Joch 840 Quadratklafter. Petersdorf war Sitz eines der sechs Forstreviere der Herrschaft Adersbach, das die 224 Joch 1046 Quadratklafter große Waldstrecke des Niederwaldes und Hammerwaldes bewirtschaftete. Zu Petersdorf inskribiert war die aus einem Bauernhof und zwei Feldgärtnern bestehende Einschicht Grünwald. Pfarrort war Qualisch. Bis zur Mitte des 19. Jahrhunderts blieb das Dorf der Allodialherrschaft Adersbach untertänig.
Nach der Aufhebung der Patrimonialherrschaften bildete Petersdorf/Petříkovice ab 1849 mit den Einschichten Fibichhaus und Grünwald eine Gemeinde im Gerichtsbezirk Trautenau. 1868 wurde das Dorf dem Bezirk Trautenau zugeordnet. 1869 hatte das Dorf 592 Einwohner. Zwischen 1906 und 1908 wurde die Lokalbahn Wekelsdorf–Parschnitz–Trautenau gebaut. Im Jahre 1900 lebten in Petersdorf 556 Personen, 1930 hatte die Gemeinde 455 Einwohner. Petersdorf bildete mit Albendorf ein geschlossenes, nur durch die Staatsgrenze getrenntes Siedlungsgebiet. Nach dem Münchner Abkommen wurde das deutschsprachige Dorf im Herbst 1938 dem Deutschen Reich zugeschlagen und gehörte bis 1945 zum Landkreis Trautenau. 1939 hatte die Gemeinde 404 Einwohner. Nach dem Ende des Zweiten Weltkrieges 1945 kam Petříkovice zur Tschechoslowakei zurück und die deutsche Bevölkerung wurde vertrieben. Der Grenzübergang nach Okrzeszyn wurde in der Nachkriegszeit geschlossen. Die Häuser an der Grenzstraße in Petříkovice als auch in Okrzeszyn wurden dem Verfall überlassen; das Tal im Grenzbereich eroberte sich der Wald zurück, erhalten sind Hausruinen. Petříkovice wurde 1961 nach Chvaleč eingemeindet. 1991 hatte Petříkovice 141 Einwohner. Im Jahre 2001 bestand der Ortsteil aus 41 Wohnhäusern und hatte 165 Einwohner. Nach der Samtenen Revolution wurde in den 1990er Jahren der touristische Grenzübergang Petříkovice/Okrzeszyn für Fußgänger und Radfahrer eröffnet; für die Wiederherstellung der Straßenverbindung nach Okrzeszyn wäre eine Neutrassierung der Staatsstraße II/301 über eine Hochbrücke erforderlich.
In Petříkovice gibt es einen Skihang mit Liftbetrieb und ein Freibad.

## Ortsgliederung
Zu Petříkovice gehören die Einschicht Grünwald, die keinen tschechischen Namen hat.
Der Ortsteil bildet den Katastralbezirk Petříkovice u Trutnova.

## Sehenswürdigkeiten
- Gezimmerte Häuser
- Klassizistische Kapelle der hl. Familie, erbaut 1847. Die Orgel wurde 1911 von Heinrich Schiffner aus Zwickau geschaffen.
- Friedhof
- Bunker des Tschechoslowakischen Walls
- Kreuzweg zum Wundbrunnen unter dem Jánský vrch